# Le Parfum d'Héléna

Le Parfum d'Héléna est un roman de Raoul Mille publié le 2 février 2009 aux éditions Albin Michel.

## Résumé
C’est le récit d’un homme, d’âge mûr, mais qui vécut comme tant d’autres durant la grande guerre. Il ne partit jamais au front étant aveugle, mais pas aveugle de naissance. En effet, le narrateur n’est autre que Sam, l’aveugle donc. Même s’il l’avoue, il prouve que ses yeux ont déjà vu, il met des images sur les sons qu’il perçoit, sur les odeurs et tout ce qu’il touche. Mais à cause de la guerre et de son infirmité, il est obligé de vivre dans un hôtel de luxe transformé en hôpital militaire. Dans cette résidence à Nice, où il vit nuit et jour, avec des hommes à moitié morts, traumatisés, au milieu des cris de douleur, de désespoir, au milieu de ces odeurs de médicaments et de corps en putréfaction, survole le léger parfum de la vanille. Vanille portée par une jeune infirmière, directrice d’une partie de l’équipe médicale. Elle se nomme Héléna, elle est russe. Capable de rassurer et de remonter le moral des blessés graves, ceux-ci ont tôt fait de la surnommer « l’ange ». Pour Sam, divorcé de longue date, c’est le coup de foudre pour la jeune femme, tellement différente d’une ancienne dame bourgeoise et au cœur de glace. Mais le lieu où ils se rencontrent tous les jours est-il seulement propice pour faire éclore un amour, une passion ? L’époque elle-même dans laquelle ils sont pris est-elle fertile pour faire germer l’espoir alors que la mort ne fait qu’avancer à grands pas, jusque dans le sud de la France ?